# Fondation Lucie et André Chagnon
La Fondation Lucie et André Chagnon est une organisation philanthropique privée à but non lucratif qui a pour mission de prévenir la pauvreté en contribuant à la mise en place de conditions favorables au développement du plein potentiel de tous les jeunes vivant au Québec.
L'institution voit le jour en 2000. Son fondateur, André Chagnon (1928-2022), qui a été aussi le fondateur de la compagnie de câblodistribution Vidéotron, a investi en 1988 une partie de ses avoirs dans le secteur de la philanthropie en créant une fiducie qui deviendra la Fondation Lucie et André Chagnon. Son épouse et partenaire, Lucie Dolan-Chagnon, meurt à 84 ans le 17 août 2014.

## Activités
La Fondation Lucie et André Chagnon apporte un soutien à long terme à des organismes qui travaillent ensemble au développement de leur capacité à agir de façon durable sur les conditions favorables au développement du plein potentiel de tous les jeunes.

## Gouvernance

### Conseil d'administration
Tous ses membres y siègent bénévolement.
- Claude Chagnon, président du conseil
- Marc-André Chagnon, cofondateur et associé, Kannibalen Records
- Laurence Chagnon-Dumont, travailleuse sociale
- Édith Cloutier, directrice générale, Centre d'amitié autochtone de Val d'Or
- Stéphanie Émond, vice-présidente, Impact, FinDev Canada
- Véronique Hivon, professeure invitée, département de science politique, Université de Montréal
- Martine Vallée, directrice générale, Centre de services scolaire de Charlevoix

### Direction
- 2000-2009 : André Chagnon, président
- 2009-2016 : Claude Chagnon, président
- 2016-2022 : Jean-Marc Chouinard, président
- 2022-2023 : Andrea Clarke, présidente
- 2023 : Claude Chagnon, président
- 2024 : Adrienne Kelly, présidente-directrice générale

## Étapes importantes

### 2000
Début des activités. La mission est alors axée sur la prévention de la pauvreté et de la maladie. De nombreuses organisations et initiatives sont soutenues.

### 2007-2009
La mission est recentrée et mise plus précisément sur la prévention de la pauvreté par la réussite éducative. Le volet maladie est écarté.
Mise sur pied de trois partenariats avec le gouvernement du Québec :
- Réunir Réussir, pour la persévérance scolaire (jusqu’en 2015)[5]
- Québec en Forme, pour les saines habitudes de vie (jusqu’en 2019)
- Avenir d’enfants, pour le développement des jeunes enfants (jusqu’en 2020)

### 2015-2017
Période de transition à l’approche de la fin des partenariats et adoption de nouvelles orientations.

### 2017-2020
La Fondation applique progressivement ses nouveaux fondements (voir son rapport d’activités 2019). Elle définit son rôle comme étant complètement distinct de celui du gouvernement. Sa vision est axée sur la justice sociale puisqu’elle souhaite contribuer à ce « que le Québec soit une société solidaire, juste et inclusive ». Elle va jusqu’à « reconnaître que ses ressources sont d’utilité collective et qu’elle est responsable et imputable de ses gestes et des conséquences de ses actions ».

### Crise de la COVID-19
Comme plusieurs organisations au Québec, la Fondation Chagnon a pris des mesures, dès le début de la pandémie, pour répondre aux besoins sur le terrain. En 6 mois, elle a versé près de 7 M$ pour des initiatives liés, entre autres, à la fracture numérique, aux jeunes, à l’action communautaire ou à la persévérance scolaire.
En réponse à la crise, elle a annoncé, en septembre 2020, son intention d’accroitre potentiellement ses dons philanthropiques de 150 millions $ de plus que prévu, portant sa contribution globale de 350 M$ à 500 M$ entre 2021 et 2025.

## Orientations
La Fondation Lucie et André Chagnon a rendu publiques, en 2017, ses nouvelles orientations. Depuis le début de ses activités, la Fondation a fait des apprentissages et a voulu préciser son rôle dans la société québécoise. Son intention est de mettre l’ensemble de ses placements, de ses dotations et d’exercer son influence au service de sa mission. Dans le cadre de ses activités, elle apporte notamment son soutien à des territoires défavorisés, des réseaux communautaires, associatifs et professionnels et des ressources.

### Territoires défavorisés
De nombreux territoires ont annoncé leur partenariat avec la Fondation Lucie et André Chagnon :
- Charlevoix[9]
- Bas-St-Laurent[10]
- Sherbrooke[11]
- Lanaudière[12]
- Le quartier Duberger-Les Saules à Québec[13]
- La Vallée de la Gatineau[14]
- Lac-Mégantic[15]
- Laval
- Lanaudière[16]
- Québec
- Montréal

### Réseaux communautaires, associatifs et professionnels
Ces réseaux partagent des pratiques et des connaissances, et participent au dialogue sur les politiques publiques. Ils sont issus de plusieurs secteurs : petite enfance, communautaire, développement social, philanthropique, municipal, économique, scolaire.
Par exemple :
- Le Réseau québécois de développement social (RQDS) qui organise pour ses membres des rencontres de réseautage, de partage et de formation et fait la promotion du développement social[17].
- Le Projet Car qui a pour objectif principal d’améliorer la réussite des élèves et le taux de diplomation en renforçant l’expertise professionnelle des gestionnaires et des enseignants et en facilitant la mise en place de cultures collaboratives au sein des équipes-écoles[18].

### Ressources
La Fondation Lucie et André Chagnon contribue aussi au financement de plusieurs ressources et outils.
Par exemple :
- Étude longitudinale du développement des enfants du Québec (ELDEQ)[19]
- Communagir, qui contribue à la capacité d'agir des collectivités du Québec[20].
- Pourrallier.com : une plateforme qui vise le développement, l’intégration et le partage des compétences et des pratiques en communication d’influence des partenaires locaux et régionaux.
- Naître et grandir, un site web et un magazine qui informent les parents sur le développement de leur enfant[21].
- L’Observatoire des tout-petits, qui diffuse de l’information sur les petits Québécois de 0 à 5 ans et sur les environnements dans lesquels ils grandissent[22].

## Des investissements axés sur la mission
En plus de ses contributions philanthropiques, la Fondation Chagnon a décidé de consacrer, d’ici 2026, 10 % de son capital à des investissements axés sur la mission. Ces investissements se veulent une autre façon d’accomplir sa mission. Avec d’autres partenaires, la Fondation participe à plusieurs initiatives. Par exemple : 

### Le Fonds d'investissement de Montréal (FIM)
Le FIM finance l’acquisition et la rénovation d’immeubles par des OBNL ou des coopératives pour permettre aux familles ayant des revenus modestes d’avoir un logement abordable.

### Les Habitations Le Domaine
Ce parc de 726 habitations situé dans le quartier Mercier-Ouest à Montréal offre à des ménages à revenu modeste la possibilité d’avoir un logement de qualité à prix abordable.

### La Garantie solidaire
Un programme de garantie de prêt pour les secteurs communautaire et de l’économie sociale au Québec.

## Prises de position
La Fondation Lucie et André Chagnon a pris position à plusieurs reprises en son nom propre ou au sein d’un collectif de signataires.

### Déclarations
- Septembre 2021 : la Fondation signe aux côtés de 14 autres fondations la Déclaration d’engagement du Collectif des fondations québécoises contre les inégalités

### Lettres ouvertes
- 16 novembre 2020 : La COVID-19 aura des conséquences à long terme pour les tout-petits
- 17 octobre 2020 : « Reconnaître le racisme systémique : Il en va de notre responsabilité collective »
- 12 juin 2020 : Réduire les inégalités doit être un objectif collectif
- 29 mai 2020 : Des logements sociaux pour reconstruire notre économie
- 14 février 2018 – Journées de la persévérance scolaire: une même chance de réussir
- 15 novembre 2017 – Engager une communauté d’acteurs dans la lutte contre la pauvreté
- 25 octobre 2017 – Petite enfance, la même chance pour tous
- 11 mars 2015 – Les risques de la rigueur budgétaire

### Mémoires
- Juin 2021 : Consultation sur les services de garde éducatifs à l’enfance : nos recommandations – « Pour que chaque enfant au Québec ait droit à un service de garde éducatif à l’enfance de qualité »
- Avril 2021 : Rendez-vous pour la réussite éducative: l’éducation au-delà de la pandémie – « Contrer les effets des inégalités, pas seulement ceux de la pandémie »
- Février 2020 : Commission sur les droits des enfants et la protection de la jeunesse (Commission Laurent) – « Prévenir en améliorant aussi les conditions de vie »
- Janvier 2020 – Consultation en vue d’un nouveau Plan d’action gouvernemental en matière d’action communautaire – « Soutenir l’action communautaire à sa pleine valeur » [27]
- Septembre 2019 – Consultation du Collectif des fondations québécoises contre les inégalités sur les mesures fiscales relatives aux fondations – « Les pratiques d’une fondation déterminent si elle contribue à la réduction des inégalités » [28]
- Décembre 2016 – Consultation publique de la Commission sur le développement social et la diversité montréalaise – « Développons un "réflexe social" dans toutes les décisions à Montréal »
- Décembre 2016 – Commission sur l'éducation à la petite enfance mise en place par l’AQCPE – « Pour que les tout-petits québécois aient les mêmes chances de développer leur plein potentiel »
- Novembre 2016 – Consultations publiques sur la réussite éducative – « La réussite éducative : un projet de société qui ne peut plus attendre »
- Janvier 2016 – Consultation publique pour l'élaboration du 3e Plan d'action gouvernemental en matière de lutte contre la pauvreté et l'exclusion sociale – « Miser sur la prévention pour relever le défi de la pauvreté »
- Janvier 2016 – Réduire la pauvreté et les inégalités sociales, un enjeu qui nous interpelle
- Novembre 2015 – Consultation sur la Politique gouvernementale de prévention en santé – « La pauvreté, le problème de santé prioritaire »
- Octobre 2015 – Consultation publique sur le renouvellement de la Politique de la jeunesse – « Pour que tous les jeunes du Québec réussissent à l'école et dans la vie »

## Distinctions
- Mai 2018 – Prix Régis-Laurin 2018 catégorie corporatif de l’Association des groupes de ressources techniques du Québec (AGRTQ)[29]
- Novembre 2017 – Prix de philanthro-ambassadeur de l'Institut Mallet[30]
- Octobre 2017 – Prix coup de cœur du Regroupement des organismes communautaires autonomes jeunesse (ROCAJQ)[31]

## Controverses
Dans les années 2013-2014, la fondation a été au cœur de quelques controverses.
L'une de ces controverses est l'influence grandissante des fondations philanthropiques privées sur les politiques publiques, influence dénoncée régulièrement via un regroupement de 360 organisations communautaires, syndicales et féministes sous le nom de campagne « Non aux PPP » qui demande au gouvernement du Québec qu’il cesse de conclure des partenariats public-philanthropie dans le champ du social (PPP sociaux). Dès 2015, date à laquelle la Fondation Chagnon et le Gouvernement ont annoncé le non-renouvellement de leurs partenariats, la Fondation a affirmé son intention de ne pas substituer à l’État. Pendant ces années, ces fondations sont même accusées de faire de la « philanthropie abusive » ou « philanthro-capitalisme » par des députés comme Amir Khadir, opposé dès le début aux lois qui ont été votées au bénéfice de la fondation, et d'autres comme les fondations Jean Coutu, Saputo et Molson, ou de la famille Bronfman,,. En effet, des voix s'élèvent aussi pour dénoncer les crédits d'impôts accordés aux organismes caritatifs privés par le gouvernement fédéral Canadien et par le gouvernement Québécois. Le gouvernement a modifié plusieurs lois et règlements pour accommoder la fondation, et lui permettre d'acquérir une chaîne de restaurants végétariens, ou encore de pouvoir bénéficier d'exemptions fiscales à hauteur de près d'un milliard de dollars (500 millions d'exemptions au Québec), qui profitent aux projets soutenus par la fondation.